# Victor Ehikhamenor
Victor Ehikhamenor est un artiste visuel, écrivain et photographe nigérian connu pour ses vastes œuvres qui s'intéressent au patrimoine culturel multinational et à la socioéconomie postcoloniale des vies noires contemporaines. En 2017, il a été sélectionné (avec deux autres artistes) pour représenter le Nigeria à la Biennale de Venise, la première fois que le Nigeria serait représenté à l'événement. Son travail a été décrit comme représentant "un symbole de résistance" au colonialisme.

## Biographie

### Enfance, Formation
Ehikhamenor est né à Udomi-Uwessan, dans l'État d'Edo, au Nigéria, une partie de l'ancien royaume du Bénin, connu pour sa tradition historique de moulage du bronze. Il a fait ses études au Nigeria et aux États-Unis. Il est revenu des États-Unis en 2008 pour travailler à Lagos.
Sa grand-mère était tisserande, son oncle photographe, son grand-père maternel forgeron et sa mère artiste locale.

### Carrière
Son travail est fortement influencé par celui des villageois, en particulier par sa grand-mère. Il attribue à cette éducation traditionnelle le fondement de son inspiration, qu'il s'agisse de sa grand-mère tissant des tissus avec des fils teints localement dans son métier à tisser, de l'observation de la peinture/décoration méticuleuse de sa mère avec des pigments d'argile et de charbon de bois faits maison, ou de l'observation d'autres villageois faisant des marques sur les murs d'anciens sanctuaires et autels,,. C'est une caractéristique durable de son travail, qui est abstrait, symbolique et politiquement motivé, et influencé par la dualité de la religion traditionnelle africaine et l'interception des croyances, des souvenirs et de la nostalgie occidentaux.
Ehikhamenor a organisé de nombreuses expositions d'art solo à travers le monde. En 2016, il était l'un des 11 artistes nigérians invités à rejoindre vingt-trois artistes indonésiens dans la grande exposition de la Biennale. Au Musée national de Jogja, il a montré une installation intitulée "La richesse des nations". Ehikhamenor a été invité à Art Dubai en mars 2018. En juillet 2018, il a également été l'un des artistes nigérians sélectionnés pour rencontrer et exposer des œuvres pour le président français Emmanuel Macron en visite. L'exposition, organisée par ART X Lagos⁣⁣, ⁣ a eu lieu au Afrika Shrine, la boîte de nuit de Femi Kuti. Son travail a également été présenté dans des expositions individuelles et collectives dans des musées et des galeries du monde entier, notamment la Tyburn Gallery (Londres), la Rele Gallery (Lagos, Nigeria), la Jennings Gallery (Washington, DC), la 5ᵉ Meditationa Biennale (Poznań, Pologne), la 12ᵉ Biennale Dak'art (Dakar, Sénégal), Biennale Jogja XIII (Yogyakarta, Indonésie).
L'art et les photographies d'Ehikhamenor ont été utilisés pour des éditoriaux ainsi que pour la couverture de livres d'auteurs tels que Chimamanda Adichie, Helon Habila, Toni Kan, Chude Jideonwo et Chika Unigwe. Ils ont également été illustrés sur du tissu et exposés lors de défilés de mode internationaux.
Son premier recueil de poésie, Sordid Rituals, a été publié en 2002. Son deuxième livre, Excuse Me ! (2012), une vision satirique et créative de la vie d'un Africain dans son pays et à l'étranger, est un texte recommandé dans deux universités nigérianes.
Il a publié de nombreux essais de fiction et critiques dans des revues universitaires, des magazines grand public et des journaux du monde entier, notamment The New York Times, CNN Online, Washington Post, Farafina, AGNI Magazine et Wasafiri. Sa nouvelle, "The Supreme Command", a remporté le prix de l'Association of Commonwealth Broadcasters en 2003.
Il a été une fois décrit comme « indéniablement l'un des artistes contemporains les plus innovants d'Afrique »  et l'un des « 42 innovateurs africains à surveiller ».

## Commentaires sur la pièce de Damien Hirst

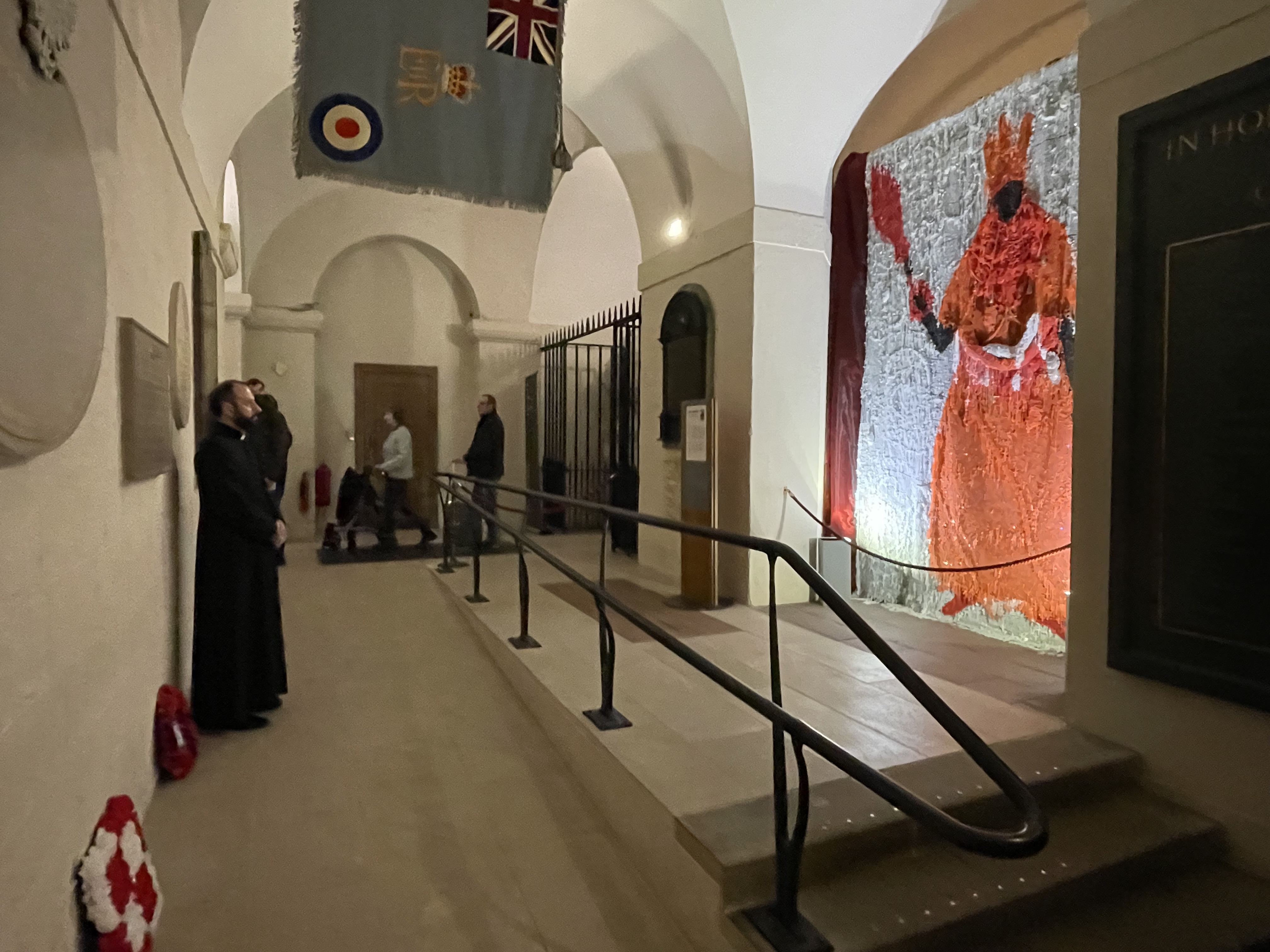
"Toujours debout", un monument de Victor Ehikhamenor exposé à la cathédrale Saint-Paul en février 2022. Il représente Oba du Bénin debout à côté d'un monument à l'amiral Rawson qui a dirigé l'expédition punitive au Royaume du Bénin en 1897.

Le 8 mai 2017, alors qu'il participait à la Biennale de Venise, Ehikhamenor a d'abord attiré l'attention sur ce qu'il décrit comme l'appropriation culturelle par Damien Hirst de l'art nigérian yoruba. L'exposition de l'artiste britannique, intitulée Treasures From the Wreck of the Unbelievable, présentait une variété de sculptures destinées à être considérées comme des débris sauvés d'un naufrage. Mais l'un des objets exposés était une copie de "Ori Olokun", un célèbre art du bronze d'Ife du 14ᵉ siècle, maintenant décrit comme "Têtes d'or".
À propos de l'appropriation, Ehikhamenor avait posté sur Instagram "Pour les milliers de téléspectateurs qui voient cela pour la première fois, ils ne penseront pas à Ife, ils ne penseront pas au Nigeria. Leurs jeunes grandiront pour connaître ce travail comme celui de Damien Hirst. Au fil du temps, cela passera pour un Damien Hirst, quelle que soit sa légende en petits caractères. Le récit va changer et le jeune Ife ou artiste contemporain nigérian se fera un jour dire par un critique au long nez "Votre travail me rappelle la Tête d'Or de Damien Hirst. Nous avons besoin de plus de biographes pour nos oubliés".
Ses paroles ont mis la question au premier plan des médias locaux et internationaux,.

## Anges et Muse
En février 2018, Ehikhamenor a ouvert Angels and Muse, décrit comme "un espace de coworking multimodal à Lagos recouvert de peintures murales, de vitraux et d'un bel éclairage, offrant une expérience visuelle et immersive époustouflante". L'espace, également utilisé pour les résidences d'artistes, est situé dans la région d'Ikoyi dans l'État de Lagos et contient une "salle multidisciplinaire", utilisée pour "des ateliers, des formations, des lectures de livres, des expositions d'art expérimental ou conceptuel, entre autres usages". Le projet a été présenté dans le 10e épisode de la série Netflix "Amazing Interiors" en juillet 2018.

## Conceptions de couverture de livre
- 2003 : Feeding Frenzy de Jonathan Luckett
- 2004 : Hibiscus violet de Chimamanda Adichie
- 2005 : Sky High Flame de Unoma Azuah
- 2005 : English In Africa Journal of the English Department, Rhodes University, Afrique du Sud
- 2007 : Mesurer les temps par Helon Habila
- 2008: Jambula Tree and Other Stories Anthology of Caine Prize winners et écrivain présélectionné par Cassava Republic, Abuja Nigeria
- 2008 : Rêves, miracles et jazz de Helon Habila et Khadija Sesay
- 2008: One World Anthology de nouvelles par New Internationalist Publishers, Royaume-Uni
- 2008: Of Friends, Money and Greed Anthology de trois histoires et une pièce de Hodders Publishers, Royaume-Uni
- 2009: Recueil de poèmes Songs of Absence and Despair de Toni Kan
- 2009: Recueil de poèmes Salutes without Guns d' Ikeogu Oke
- 2010 : Christopher Okigbo : Soif de soleil d'Obi Nwakanma
- 2010: Shahid lit ses propres poèmes de palme par Reginald Dwayne Betts
- 2011 : Marchés des Mémoires ; Entre le postcolonial et le transnational par Malik Nwosu
- 2012 : Une touche de gloire d'Angela Nwosu
- 2013 : Huile sur eau de Helon Habila
- 2014 : L'Afrique en fragments : Essais sur le Nigeria, l'Afrique et l'africanité par Moses Ochonu
- 2014: La moitié d'un soleil jaune - (Movie Edition) de Chimamanda Adichie
- 2014 : Americanah de Chimamanda Ngozi Adichie
- 2015 : Littérature et Arts dans le Dispora Africain
- 2015: Collection d'histoires pour le prix Caine pour l'écriture africaine 2015
- 2016 : Poètes africains de la nouvelle génération : Un coffret de recueil de livres (TATU) ; édité par Kwame Dawes et Chris Abani
- 2016 : Le son des choses à venir d'Emmanuel Iduma
- 2017 : Under the Udala Trees de Chinelo Okparanta (Version anglaise et française)
- 2018 : Repenser les politiques culturelles : faire progresser la créativité pour le développement 2018 UNESCO
- 2018 : Le viol de Shavi de Buchi Emecheta
- 2018 : Le prix de la mariée de Buchi Emecheta
- 2018 : Double Yoke de Buchi Emecheta
- 2018 : Dans le fossé de Buchi Emecheta
- 2018 : Tête hors de l'eau de Buchi Emecheta
- 2018 : La fille esclave de Buchi Emecheta

## Prix et résidences
- 2015 : Casa Zia Lina, Elbe Italie
- 2016 : Résidence de la Fondation Nirox, Johannesburg, Afrique du Sud
- 2016 : Résidence Greatmore, Le Cap, Afrique du Sud
- 2016 : Boursier Bellagio de la Fondation Rockefeller, Italie[17]
- 2018 : Boursière Civitella Ranieri, Italie
- 2018 : Résidence Art Dubai
- 2020 : Artiste national en résidence, Neon Museum, Las Vegas

## Expositions

### Expositions personnelles
- 2000: Spirits In Dialogue The Brazil-American Cultural Institute Gallery, Washington, DC
- 2000 : Au- delà de la surface Utopia Art/Grill, Washington, DC
- 2001 : À la découverte des dieux Monroe Gallery, Arts Club of Washington, Washington, DC
- 2004: Chansons et histoires: Moonlight Delight Utopia Gallery, Washington, DC
- 2005 : Murs parlants BB&T Bank, NW Washington, DC
- 2005 : Intervention divine Howard University AJ Blackburn Center Gallery, Washington, DC
- 2005 : Body Language Utopia Art/Grill, Washington, DC
- 2006 : Ambassade de la Grenade au- delà de la rivière, Washington, DC
- 2007 : Labyrinth of Memories Didi Museum, Lagos, Nigéria.
- 2007 : Rocks & Roses Victoria Crown Plaza, Lagos, Nigéria.
- 2008 : Atteinte à la vie privée Jennings Gallery, Washington, DC
- 2009 : Miroirs et Mirages Terra Kulture Gallery, Lagos, Nigeria
- 2010: Roforofo Fight: Peinture à la Music Bloom Gallery de Fela, Lagos Nigeria
- 2011: Espace blanc d' expérience d'artiste, Ikoyi Lagos
- 2011 : Entrées et sorties : À la recherche de ne pas oublier, CCA, Lagos Nigeria
- 2012: "Crossing the Line" Galerie Bloom, Lagos
- 2013: Amusant La Muse Temple Muse, Lagos
- 2014 : In The Lion's Lair : Photographing Wole Soyinka Ake Arts and Books Festival, Abeokuta, Nigéria[18].
- 2014 : Chroniques du monde enchanté Galerie d'art africain, Londres
- 2015 : Paperwork : Œuvres sur papier Constant Capital Gallery, Lagos
- 2016 1:54 Foire d'Art Africain Contemporain [19]
- 2017 Au royaume de ce monde, Tyburn Gallery, Londres[20],[21]
- 2019 : Galerie Daydream Esoterica Rele, Lagos
- 2021 : "Facebook HQ Open Art" à Dubaï, Émirats arabes unis.
- 2021 : « Faites ceci en mémoire de nous » galerie Lehman Maupin, New York[22]
- 2021 : The Royal Academy Summer Show organisée par Yinka Shonibare[23]
- 2022: "Toujours debout" à la cathédrale Saint-Paul, Londres, Angleterre[24],[25],[26].

### Expositions collectives
- 2007 : Rhythms & Blues Sarah Silberman Gallery, Montgomery College, MD, États-Unis
- 2008 : Black Creativity Museum of Science and Industry, Chicago, Illinois, États-Unis
- 2012 : Studio photo postcolonial Action Field Kodra, Thessalonique, Grèce
- 2013 : Nigeria Now Ake Arts & Book Festival Exposition de la Banque mondiale, Nigéria
- 2014 : Centre d'art contemporain ARENA, Torun, Pologne
- 2015 : Displacement Fiction et dessins en collaboration avec Toby Zielony pour le pavillon allemand, 56e Biennale de Venise, Italie
- 2015 : Biennale Jogja XIII, Equateur #3 2015, Indonésie
- 2016 : A Place In Time Nirox Foundation Sculpture Park en collaboration avec Yorkshire Sculpture Park, Johannesburg, Afrique du Sud
- 2016 : Biennale de Dakart organisée par Simon Njami[27]
- 2017 A Biography of the Forgotten, Pavillon nigérian, 57e Biennale de Venise, Venise, Italie avec Peju Alatise et Qudus Onikeku[28],[29]
- 2018 : 2018 Resignifications : La Méditerranée noire[30]
- 2018 : Exposition internationale d'art contemporain ; Arménie
- 2019 : Filam(a)nt – Entre les coutures ; Apt, France
- 2020 : Demain nous serons plus nombreux, Triennale de Stellenbosch, Stellenbosch, Afrique du Sud
- 2021 : Installation "BHA' DO GHE" à la Pinakothek der Moderne
- 2021: "Looted History" MUSEUM AM ROTHENBAUM, Hambourg Allemagne.